# Vitry-en-Artois
Vitry-en-Artois település Franciaországban, Pas-de-Calais megyében. Lakosainak száma 4842 fő (2022. január 1.). Vitry-en-Artois Quiéry-la-Motte, Biache-Saint-Vaast, Brebières, Fresnes-lès-Montauban, Izel-lès-Équerchin, Noyelles-sous-Bellonne és Sailly-en-Ostrevent községekkel határos.

## Népesség
A település népessége az elmúlt években az alábbi módon változott:
| Lakosok száma | 4620 | 4631 | 4685 | 4677 | 4676 | 4675 | 4732 | 4787 | 4842 |
|               | 2013 | 2015 | 2016 | 2017 | 2018 | 2019 | 2020 | 2021 | 2022 |